# Полубинский, Николай Петрович
Николай Петрович Полубинский — советский хозяйственный, государственный и политический деятель, генерал-майор КГБ.

## Биография
Родился в 1914 году в Мариуполе. Член КПСС.
До 1939 — грузчик, ученик металлургического техникума, теплотехник на заводе «Азовсталь» в Мариуполе, краснофлотец, мастер доменного цеха на «Азовстали».
В 1939—1952 — работник органов госбезопасности, участник борьбы с националистическим подпольем на Западной Украине.
В 1952—1956 — заместитель начальника УМГБ, заместитель начальника УМВД, заместитель начальника УКГБ Украинской ССР по Львовской области.
В 1956—1964 — начальник Управления КГБ по Курской области.
В 1964—1970 — начальник Управления КГБ по Тульской области.
В 1970—1976 — кадровый и режимный работник Приокскснабсбыта.
Делегат XXIII съезда КПСС.
Умер в 1994 году в Туле.

## Награды
- Орден Красного Знамени
- Орден Красной Звезды